# 錳酸鈉
錳酸鈉，化學式為Na2MnO4，是一種深綠色固體，是K2MnO4稀有的類似物。其之所以稀有是因為它不能輕易地由MnO2與氫氧化鈉的氧化反應制得。相反，這個氧化反應止步於生成Na3MnO4，且這種五價的錳鹽在溶液中不穩定。錳酸鈉可由過錳酸鈉和氫氧化鈉在基本環境下的氧化還原反應制得：
4 NaOH + 4 NaMnO4 → 4 Na2MnO4 + 2 H2O + O2
因為NaMnO4很難製備，所以過錳酸鈉比過錳酸鉀更貴。

## 制备
锰酸钠可以由锰(II)和过氧化钠反应而成。
{\displaystyle {\ce {Mn(OH)2 + 2 Na2O2 -> Na2MnO4 + 2 NaOH}}}